# Cecil de Cardonnel (2e baronne Dynevor)
Cecil de Cardonnel, 2e baronne Dynevor (juillet 1735 - 14 mars 1793) est une pair galloise.

## Biographie
Elle est la fille de William Talbot (1er comte Talbot). Sa mère est la fille et l'héritière d'Adam de Cardonnel, secrétaire britannique à la Guerre. En vertu du reliquat spécial de la création de la baronnie pour son père, elle et ses héritiers mâles ont le droit d'hériter de la baronnie de Dynevor. Son père est également le 1er comte Talbot (un titre qui s'éteint à sa mort) et le 2e baron Talbot de Hensol. Ce titre passe au cousin de Lady Dynevor, John Chetwynd-Talbot.
Le 16 août 1756, elle épouse George Rice. Rice est député du comté de Carmarthenshire entre 1754 et 1779 et Lord-lieutenant de Carmarthen de 1755 à 1779. Rice meurt le 3 août 1779. La veuve Lady Dinevor, prend, par licence royale, le patronyme de de Cardonnel à partir du 21 mai 1787.
Elle hérite du titre en 1782, à la mort de son père. Elle meurt le 14 mars 1793, au château de Dynevor, à l'âge de 57 ans.
Le titre passe à son fils aîné, George Talbot-Rice qui devient le 3e baron Dynevor, reprenant son nom paternel de Rice en 1827.